# Marija Selak Raspudić
Marija Selak Raspudić (Zagreb, 14. ožujka 1982.) hrvatska je bioetičarka i političarka kao aktualna nezavisna saborska zastupnica. Prvi se puta u politici javila kao kandidatkinja za saborsku zastupnicu Mosta na parlamentarnim izborima 2020. godine, nakon čega se za još jedan mandat izborila 2024. godine, a zatim kandidirala na predsjedničkim i lokalnim izborima.
Neko vrijeme predavala je na Katedri za ontologiju na Filozofskom fakultetu u Zagrebu, a sudjelovala je i u HRT-ovim emisijama Peti dan te Navrh jezika.

## Životopis
Rođena je 14. ožujka 1982. u Zagrebu, gdje je završila osnovnu školu i Klasičnu gimnaziju. Korijene vuče iz vrgoračkog kraja. Diplomirala je 2007. godine na Filozofskom fakultetu Sveučilišta u Zagrebu studij filozofije i hrvatskog jezika i književnosti. U akademskoj godini 2006./07. provela je zimski semestar u Bratislavi radeći na diplomskom radu kao CEEPUS-ova stipendistica.
Od travnja 2004. do listopada 2005. godine radila je na Z1 televiziji kao spikerica i voditeljica, a zatim kao urednica vlastite emisije iz područja kulture. Od studenog 2007. do srpnja 2008. godine radila je kao voditeljica Odjela za odnose s javnošću Olympic Internationala. Nakon rada u odnosima s javnošću, 2008. godine zapošljava se kao novinarka i suradnica na scenariju u emisiji „Navrh jezika” Hrvatske radiotelevizije.
Akademske godine 2008./09. upisala je poslijediplomski doktorski studij iz filozofije na Filozofskom fakultetu u Zagrebu. U veljači 2010. godine zaposlena je na Odsjeku za filozofiju Filozofskog fakulteta u Zagrebu kao znanstvena novakinja u suradničkom zvanju asistentice sudjelovala je na projektu „Zasnivanje integrativne bioetike” kojemu je voditelj bio Ante Čović.  
Godine 2013. obranila je doktorsku disertaciju pod naslovom „Ljudska priroda i nova epoha” te stekla akademski stupanj doktorice znanosti iz znanstvenog područja humanističkih znanosti, polje filozofije. U kolovozu 2013. prelazi u status znanstvene novakinje – više asistentice. U nastavi je sudjelovala kao suizvoditeljica kolegija iz ontologije i filozofije povijesti pri Katedri za ontologiju. U zvanje više znanstvene suradnice izabrana je 21. lipnja 2019. godine, a za izvanrednu profesoricu 4. studenog 2020. godine.

## Politička karijera
Selak Raspudić ulazi u politiku na parlamentarnim izborima 5. srpnja 2020. godine, gdje je na listi Mosta u prvoj izbornoj jedinici osvojila mandat te ušla u Hrvatski sabor. U travnju 2024. godine zajedno sa suprugom Ninom napušta stranku zbog nesuglasica s Marinom Miletićem, s kojim je trebala dijeliti listu Mosta na izborima za Europski parlament. Par je na parlamentarne izbore te godine izašao kao nezavisni.
Nakon što je osvojila i drugi mandat u 11. sazivu Sabora, Selak Raspudić kandidirala se za predsjednicu Republike Hrvatske, no s trećim mjestom i 9,25 % glasova nije prošla u drugi krug.
Dana 8. travnja 2025. objavila je kandidaturu za gradonačelnicu grada Zagreba, gdje je prošla u drugi krug kao suparnica dotadašnjeg gradonačelnika Tomislava Tomaševića. S Tomaševićem je uoči drugog kruga izbora sudjelovala u tri sučeljavanja: na HRT-u, Novoj TV i RTL-u. Na izborima je za gradonačelništvo 1. lipnja izgubila s 96 590 glasova (42,44 %) naspram Tomaševićevih 130 996 glasova (57,56 %).

## Stajališta
Marija Selak Raspudić javnosti je poznata zbog nastupa u Petom danu, emisiji HRT-a, gdje je nastupala s budućim suprugom Ninom Raspudićem.
Javno se ne izjašnjava niti kao pripadnica desnice, niti kao pripadnica ljevice. Za potonje je ustvrdila da bi joj pružilo neželjenu »poziciju […] moralne superiornosti«, a prvo smatra da bi bilo korišteno protiv nje kao uvreda ili za otpisivanje njenog mišljenja.

### Feminizam i civilno društvo
Selak Raspudić kritičarka je suvremenog feminizma. Za portal H-Alter u odgovoru Asji Bakić ustvrdila je da se pojam feminizma rabi kao »oružje moći« protiv neistomišljenica. Prema članku u Narodu, Selak Raspudić izrazila je također kritiku Istanbulske konvencije te »odvajanja roda od spola«. Za konvenciju, dokument usmjeren na borbu protiv nasilja nad ženama, a koji je u hrvatskoj javnosti izazvao niz prijepora zbog termina roda, Selak Raspudić kazala je da taj dokument nije nužan za konsenzus o borbi protiv nasilja nad ženama i da se »njime ne smije ucjenjivati«.

### »Monoteističke religije«
Selak Raspudić smatra da se odnos Boga u »monoteističkim religijama« jako razlikuje. Prema njenim tvrdnjama, u islamu se on temelji na pokornosti i poslušnosti, a u kršćanstvu na dijalogu.

## Djela
Autorica je knjige Ljudska priroda i nova epoha iz 2013. godine.
Članica je Hrvatskog filozofskog društva, Hrvatskog bioetičkog društva i European Society for Philosophy of Medicine and Healthcare (ESPMH). Kao mlada urednica bila je uključena u rad časopisa Filozofska istraživanja i Synthesis philosophica.

## Privatni život
U braku je s Ninom Raspudićem, hrvatskim filozofom i političarem. Roditelji su kćeri Danice, rođene potkraj 2019. godine, a od srpnja 2022. godine i sina Ilije.

## Vanjske poveznice
- Službena web-stranica